# Helmut Preidel
Helmut Preidel (* 17. Mai 1900 in Bodenbach, OT Seldnitz; † 14. August 1980 Gilching) war ein deutsch-böhmischer Archäologe und Gymnasiallehrer. Er befasste sich hauptsächlich mit der Völkerwanderung und den Wallanlagen aus ur- und frühgeschichtlicher Zeit einschließlich des frühen Mittelalters. Er unterrichtete an mehreren Gymnasien in Böhmen. Als Verfolgter des Naziregimes wurde er nach dem Zweiten Weltkrieg nicht vertrieben, übersiedelte aber 1947 nach München. Dort veröffentlichte er Bücher und Forschungsergebnisse zur Archäologie Böhmens und Mährens.

## Leben und Wirken
Sein Vater Josef Preidel, der aus Krischwitz (Křešice bei Děčín) stammte, war um 1900 Lehrer in Seldnitz (Želenice), einem Ortsteil der damaligen Stadt Bodenbach an der Elbe.
Seine Mutter Anna Ottilie, geb. Stelzig, war die Tochter eines Gastwirts in  Arnsdorf (Arnoltice). Im Jahr 1920 beendete Helmut Preidel das Gymnasium in Tetschen (Děčín) und studierte Geschichte, Germanistik und Ethnographie an der  Deutschen Universität Prag und an den Universitäten in Berlin und Halle/Saale. Sein Studium schloss er 1923 mit der Promotion ab. Im Jahr  1927 heiratete er Marianne Wimmer von Brüx (Most). Aus der Ehe gingen zwei Töchter hervor: Gertrud (* 1928) und Hertha Ottilie (* 1934). Helmut Preidel arbeitete zunächst als Lehrer an den Gymnasien in Brüx (1927–1931), in Leitmeritz (Litoměřice) (1931), in Mährisch Ostrau (Ostrava) (1931–1932) und im Gymnasium Saaz (1932–1938). Im Jahr 1938 wurde er vom Dienst suspendiert, weil seine Frau Jüdin war und er sich weigerte, sich von ihr scheiden zu lassen. Danach und während des Krieges arbeitete er in der Abteilung für Vorgeschichte im Museen Saaz (Žatec) und Museum Komotau (Chomutov).
Preidel war ab 1924 der erste Geschäftsführer der Deutschen Gesellschaft für Vor- und Frühgeschichte in der Tschechoslowakei und Mitbegründer der seit 1925 erschienenen Zeitschrift Sudeta – Zeitschrift für Vor- und Frühgeschichte, die sich der Archäologie in den deutschsprachigen Gebieten der Tschechoslowakei widmete. In den 1930er Jahren arbeitete er auch für das Archäologische Institut Prag als Berichterstatter für die Bezirke Saaz und Komotau.
Nach dem Zweiten Weltkrieg arbeitete Preidel zunächst im Stadtmuseum von Žatec weiter, wo er die lokalen Sammlungen inventarisierte. Als Verfolgter des NS-Regimes durfte er in der CSR bleiben. Er übersiedelte aber 1947 nach Bayern, weil ihm ein Anspruch auf Entschädigung als Opfer des Faschismus verweigert wurde.
Dabei gelang es ihm, das Buch-Manuskript von Wilhelm Wostry (1877–1951) Saaz zur Zeit des Ackermanndichters mitzunehmen, das dann 1951 in München veröffentlicht wurde.
In München veröffentlichte er Bücher und Forschungsergebnisse zur Archäologie Böhmens und Mährens.
Er wurde zum Direktor des Landesamtes für Vorgeschichte in München (rückwirkend ab 1939) ernannt und hatte diese Position bis 1952 inne. Von 1949 bis 1965 war er Chefredakteur des Stifter Jahrbuch, das vom Adalbert Stifter Verein herausgegeben wird.

## Arbeiten und Ehrungen

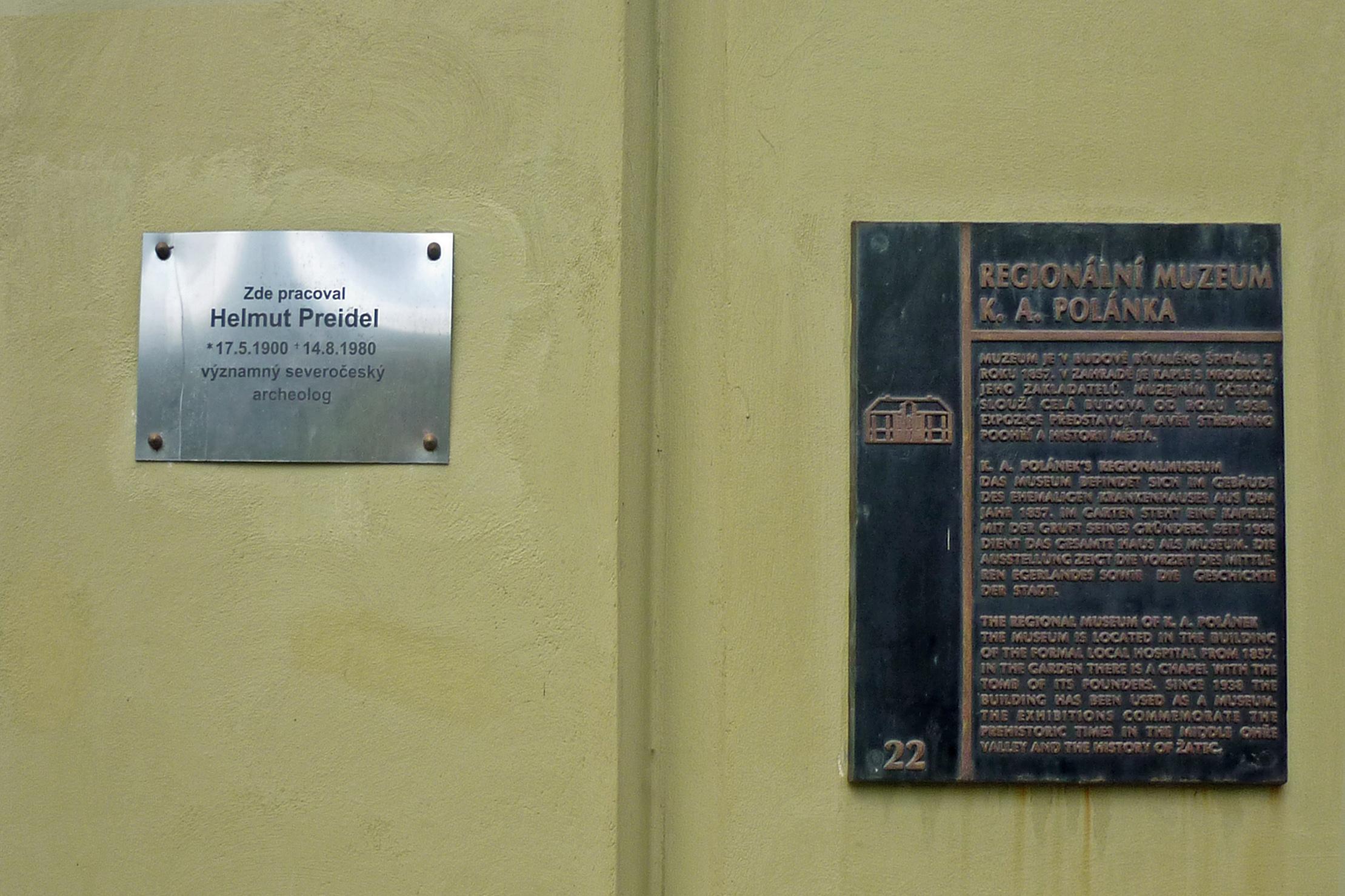
Tafel zum Gedenken an Helmut Preidel am Regionalmuseum in Saaz

Preidels Forschungen und Grabungen über die prähistorische befestigte Siedlung Rubín auf dem Rubinberg bei Podbořany (Podersam) in den Jahren 1934 bis 1937 waren für die Archäologie Nordwestböhmens von erheblicher Bedeutung. Seine archäologischen Grabungen brachten keramische Funde der älteren (7. bis 8. Jahrhundert) und mittleren (9. bis 10. Jahrhundert) Burgwallzeit zutage.
Preidel arbeitete in den 1930er Jahren auch mit dem Museum in Saaz zusammen, was drei Veröffentlichungen in dessen populärwissenschaftlicher Geschichtszeitschrift Krajem Lučanů („Lutschaner Land“) belegen. Darin beschrieb er z. B. den sogenannten Saazer Schatz, der bei Bauarbeiten in der Nähe des Rothütl-Platzes in Saaz (jetzt Chmelařské náměstí in Žatec) zufällig gefunden wurde und im Jahr 1937 ins Museum gelangte. Dieser besteht aus zahlreichen Fundstücken von Gold- und Silberschmuck sowie Münzen und Schmuckringen mit einem Gewicht von über 2,7 kg.
Preidels Hauptwerke erschienen erst in Deutschland in den 1950er und 1960er Jahren, in denen er sich mit der Thematik der Einwanderung bzw. slawischen Besiedelung von Böhmen und Mähren befasste und das Großmährische Reich behandelte. Spätere archäologische Ausgrabungen brachten neue Erkenntnisse und führten dazu, dass seine Werke schnell veralteten und damit obsolet wurden.
Er war Preisträger (1976) des  Sudetendeutschen Kulturpreises für Wissenschaft. Preidels Nachlass befindet sich im Sudetendeutschen Archiv in München.
Das Regionalmuseum Žatec brachte im Jahr 2000 eine Gedenktafel für Helmut Preidel an seinem Hauptgebäude an und organisierte anlässlich seines 100. Geburtstages eine Ausstellung über seine Tätigkeit.

## Bibliographie (Auswahl)
- (Hrsg.): Sudeta – Zeitschrift für Vor- und Frühgeschichte, hrsg. von der Deutschen Gesellschaft für Vor- und Frühgeschichte in der Tschechoslowakei 1–3, 1925–1927

- Die Eisenzeit in Böhmen und die vorgeschichtlichen Bewohner des Landes, Prag 1927, 16 S.
- Führer durch die vorgeschichtliche Abteilung des Stadtmuseums in Brüx, Brüx 1927, 32 S.
- Germanen in Böhmen im Spiegel der Bodenfunde, Reichenberg 1928, 100 S.
- Die germanischen Kulturen in Böhmen und ihre Träger, J. Stauda, Kassel-Wilhelmshöhe 1930
- Die Urgeschichte des Bezirkes Brüx, 1932, Brüx, 28 S.
- Zur ältesten Geschichte der Eisengewinnung und Eisenverarbeitung in Nordwestböhmen, Komotau 1932, 15 S.
- Die urgeschichtlichen Funde und Denkmäler des politischen Bezirkes Brüx, Reichenberg 1934
- Der Berg Rubin bei Podersam im Spiegel der Steiner-Sammlung – Ein Beitrag zur Vor- und Frühgeschichte des Saazerlandes, Rohrer, Brünn-Prag-Leipzig-Wien 1937, 28 S.
- Germanen in Böhmens Frühzeit, Karlsbad-Drahowitz 1938
- Poklad zlatých a stříbrných šperků a mincí ze Žatce (Schatz an Gold- und Silberschmuck und Münzen in Saaz), In: Krajem Lučanů 11, 1936/37, S. 108 ff.
- Vikingský hrob v Žatci (Ein Wikingergrab in Saaz), In: Krajem Lučanů 12, 1937/38, S. 34–38
- Haštalské opevnění na Rovném (Hastal-Befestigungen in Rownay), In: Krajem Lučanů 13, 1938, S. 18–23
- Das Begräbnis eines wikingischen Kriegers in Saaz, in: Mitteilungen der Anthropologischen Gesellschaft in Wien. Nr. 68, 1938, S. 89–98
- Der Silberschatz von Saaz, In: Mannus 31, 1940, S. 538–589
- Die Deutschen in Böhmen und Mähren. Ein historischer Rückblick, Gräfelfing bei München 1952, DNB 450913074
- Die vor- und frühgeschichtlichen Siedlungsräume in Böhmen und Mähren (= Südosteuropäische Arbeiten Bd. 40). Oldenbourg, München, 1953
- Die Anfänge der slawischen Besiedlung Böhmens und Mährens, Teil I–II, Gräfelfing 1954, 1957
- Slawische Altertumskunde des östlichen Mitteleuropas im 9. und 10. Jahrhundert, 3 Bände, Gans, Gräfelfing, 1961
- Handel und Handwerk im frühgeschichtlichen Mitteleuropa. Eine kritische Betrachtung, Gans, Gräfelfing, 1965
- Die Frage der Einwanderung der Slawen in Böhmen und Mähren, München, 1967
- Das Grossmährische Reich im Spiegel der Bodenfunde, Gräfelfing, 1968